# مؤسسة الامارات لتنمية الشباب
 مؤسسة الإمارات لتنمية الشباب هي مؤسسة خيرية أسستها حكومة إمارة أبوظبي لتسهيل المبادرات الممولة من القطاعين العام والخاص لتحسين رفاهية الناس في جميع أنحاء الإمارات العربية المتحدة.

## التاريخ
أطلقت مؤسسة الإمارات في أبريل 2005 بمبادرة من الشيخ محمد بن زايد آل نهيان ولي عهد أبوظبي نائب القائد الأعلى للقوات المسلحة. ويترأسها معالي الشيخ عبدالله بن زايد آل نهيان وزير الخارجية. في عام 2012، أعيد إطلاق مؤسسة الإمارات تحت اسم «مؤسسة الإمارات لتنمية الشباب». [بحاجة لمصدر]

## الأهداف
من أبرز أهداف المؤسسة:
- تمكين الشباب وتوعيتهم
- التشجيع على المسؤولية المجتمعية
- تقديم كافة الخدمات الإدارية وفق معايير الجودة والكفاءة والشفافية والابتكار

كماتعمل المؤسسة في ثلاثة مجالات رئيسية: الإدماج الاجتماعي - النظر في بعض التحديات التي تواجه الشباب؛ المشاركة المجتمعية - تشجيع الشباب على المشاركة بصفة طوعية في المجتمع المدني؛ والقيادة والتمكين - المساعدة في بناء مهارات الشباب الناعمة وإعدادهم لمكان العمل. [بحاجة لمصدر]

## مبادرات مؤسسة الإمارات
تشمل المبادرات الناجحة التي قامت بها مؤسسة الإمارات حتى الآن :
- برنامجها التطوعي تكاتف،
- مبادرة اكتف أبوظبي
- برنامج  "ساند" للإستجابة لحالات الطوارئ.
- مبادرة نعمة
- برنامج دوامي

## شركاء
مؤسسة الإمارات عضو نشط في منتدى المؤسسات العربية (AFF)، والجمعية الأوروبية للأعمال الخيرية (EVPA) وشبكة المؤسسات العالمية لمنظمة التعاون الاقتصادي والتنمية، نت اف دبيليو دي (NetFWD). [بحاجة لمصدر]

## إنجازات
أصبح 80% من أفراد مؤسسة الإمارات اليوم ينتمون إلى فئة الشباب وقد تم تسجيل مايزيد عن 28 ألف متطوع في المؤسسة. كما استطاعت المؤسسة  أن تجمع بين القطاع الخاص وممثلين عن الدولة وقادة أكاديميين، لطرح مواضيع اجتماعية متعلقة بالشباب وفرص التعاون بين القطاعين العام والخاص. كما تساعدالشباب في تأسيس شركات تجارية صغيرة أو التقدم بطلبات للمنظمات الداعمة أمثال صندوق خليفة.